# Секретные экспедиции Арсеньева (1911—1913)
Секретные экспедиции 1911—1913 годов, предпринятые В. К. Арсеньевым непосредственно по поручению приамурского генерал-губернатора Н. Л. Гондатти, имели своей целью борьбу с хунхузами и таёжными браконьерами. Местом работы экспедиций была обширная территория Уссурийского края: от Имана (ныне — Дальнереченск) на севере и Никольска-Уссурийского (ныне — Уссурийск) на западе до хребта Сихотэ-Алинь и бухты Терней на востоке. Результатом экспедиций стало выселение на родину огромного количества не имевших разрешения на жительство в России китайцев и корейцев, абсолютное большинство из которых было браконьерами и бандитами.
Первая экспедиция по борьбе с хунхузами, разработанная штабс-капитаном Арсеньевым, длилась три с половиной месяца (15 [28] июля — 1 [14] ноября 1911 года). За это время была обследована обширная прибрежная территория современного Тернейского района Приморского края — от мыса Золотой до устья реки Тетюхе. Большинство маршрутов экспедиции были первопроходческими. Вторая экспедиция длилась значительно дольше — 10 месяцев (6 [19] апреля 1912 года — 29 января [11 февраля] 1913 года), и действовала на огромной территории Иманского, Никольск-Уссурийского и Ольгинского уездов Приморской области. В 1915 году подполковник Арсеньев также осуществлял экспедиционную деятельность: с сентября по декабрь он координировал действия нескольких вооружённых отрядов в южной части Уссурийского края, в основном — в районе Никольска-Уссурийского, трижды участвовав в перестрелках с хунхузами. Экспедиция 1915 года долгое время считалась служебной командировкой; её точные сроки и маршруты неизвестны до сих пор.
Из-за секретного характера, который носили экспедиции, а также благодаря большому количеству добытого в ходе экспедиций научного материала, экспедиции 1911—1913 годов иногда ошибочно считаются научно-исследовательскими и археологическими.
Богатейший научный материал, собранный В. К. Арсеньевым в экспедициях 1911—1913 годов, позволил ему завершить и опубликовать две монографии — комплексное исследование «Краткий военно-географический и военно-статистический очерк Уссурийского края. 1900—1911 гг.» (1912) и свой первый крупный этнографический труд «Китайцы в Уссурийском крае. Очерк историко-этнографический» (1914), а также несколько научно-практических статей и докладов.

## Экспедиция 1911 года
6 (19) июня 1911 года Арсеньев направил на рассмотрение Гондатти доклад с разработанным им планом борьбы с хунхузами и лесными браконьерами. Согласно докладу, предусматривался арест хунхузов и конфискацию их оружия, сжигание бесхозных фанз как их потенциальных притонов, уничтожение любого найденного браконьерского снаряжения и изъятие с составлением актов добытого меха, пантов и женьшеня, поиск и выселение на родину китайцев, не имеющих разрешения на жительство и прочее. План, составленный Арсеньевым, отличался особой тщательностью, а также гуманностью по отношению к китайцам. В одном из его пунктов Арсеньев писал: «Важно, чтобы китайцы поняли, что выселяют их не по личному произволу какого-либо чиновника, а что это есть государственное распоряжение. Поэтому исполнителям следует обращаться с китайцами возможно мягче, гуманнее, отнюдь не применяя насилия, если только нет с их стороны сопротивления».
По задумке Арсеньева, отряд должен был состоять из переводчика-китаиста, полицейского пристава, 25 солдат или чинов полицейской и лесной стражи, жандармов, и нескольких проводников из числа крестьян. Всех участников экспедиции Арсеньев выбирал на своё усмотрение. Арестом китайцев, а также конфискацией оружия, мехов, женьшеня и прочих продуктов промысла, должен был заниматься полицейский пристав. Арестованных китайцев предполагалось отправлять в определённые места на побережье, где их должен был забирать специально заходивший туда пароход для отправки на родину. Всё найденное оружие и таёжные сокровища конфисковывались строго под запись, опечатывались и также отправлялись во Владивосток.
17 (30) июня 1911 года Гондатти утвердил секретную инструкцию, в которую вошли многие положения из доклада Арсеньева. Как и доклад, инструкция предписывала деликатное отношение к китайцам: тяжело больных людей не следовало арестовывать, а лишь взять с них подписку о том, что по выздоровлении они покинут край, а стариков, «если они не являлись агитаторами среди хунхузов или бродяг», надлежало оставлять на местах и не выселять, и так далее. Арсеньеву было приказано во главе вооружённого отряда отправиться в Иманский и Никольск-Уссурийский уезды, а также в Ольгинский и Заольгинский станы, «для выяснения условия проживания там китайцев и для принятия соответствующих мер к аресту не имеющих там права жительства». Кроме всего прочего, инструкция предусматривала организацию на местах разведки и агентуры за денежное вознаграждение.
После утверждения сметы, 20 июня (3 июля) 1911 года экспедиция в составе штабс-капитана Арсеньева, переводчика Канцелярии генерал-губернатора А. А. Шильникова, троих студентов-помощников, а также ботаника Н. А. Десулави, выехала на поезде из Хабаровска во Владивосток. Оттуда 24 июня (7 июля) Арсеньев отправил на северное побережье Приморской области студента Бутлерова с припасами и Н. А. Десулави для сбора ботанических коллекций, а сам 5 (18) июля отправился в залив Святой Ольги. По прибытии туда к отряду присоединился пристав Заольгинского стана К. И. Михайлов и 13 нижних чинов полицейской и лесной стражи, а также проводник — удэгеец Сале. Всего в экспедиции не менее 20 человек.
Собравшись вместе, отряд погрузился на пароход «Георгий», и отправился к мысу Гиляк, где Бутлеров и Десулави ожидали прибытия экспедиции. Там В. К. Арсеньев рассчитывал высадиться в устье реки Нахтоху, чтобы приступить к маршруту по Краю, однако из-за сильного прибоя высадка на берег стала невозможной, и пароходу пришлось продолжить свой путь в Императорскую гавань. Оценив ситуацию, Арсеньев бросил в море бутылку с запиской, в которой сообщал спутникам, что через несколько дней вернётся за ними на обратном пути из Императорской гавани. Однако бутылка так и не попала к спутникам Арсеньева, а уплыла в Японию, где и была найдена у деревни Хигасидори. Через год японский консул вернул записку Арсеньеву, который, в свою очередь, отправил её вместе с сопроводительным письмом о маршруте бутылки начальнику Гидрографической экспедиции Тихого океана генералу М. Е. Жданко — известному учёному-гидрографу, который в ходе своих наблюдений за морскими течениями сбросил в Японское море более 10 тысяч бутылок с записками о месте сброса и просьбой к нашедшему бутылку сообщить ему о месте находки.
14 (27) июля отряд Арсеньева высадился на берег и приступил к поискам хунхузов. К 4 (17) августа были обследованы реки Нахтоху (Кабанья), Холонку (Светлая), Сунерх, Каньчжу, Кумуху (Кузнецовка), Тахобе (Соболевка) и Кусун (Максимовка) на территории современного Тернейского района Приморского края. На реке Кусун Арсеньеву пришлось на протяжении четырёх дней преследовать убегавших в горы хунхузов. Благодаря помощи удэгейцев, напавших на след, хунхузы были пойманы. К 4 (17) августа было задержано 25 китайцев и 13 корейцев без документов, уничтожено около 3000 браконьерских снастей и ловушек, конфисковано большое количество оружия. На реке Кусун (Максимовка).
Несмотря на секретный характер экспедиции, сохранять секретность маршрутов было очень непросто: поскольку всех задержанных в тайге бандитов и браконьеров надлежало отправлять в назначенные пункты на берегу моря, где их должны были подбирать проходившие мимо рейсовые суда, Арсеньев должен заранее договариваться с капитанами судов о расположении этих пунктов. При этом значительную часть матросов на судах составляли китайцы, которые, зная о местах будущих остановок для принятия на борт задержанных, могли заблаговременно предупреждать своих соплеменников-браконьеров о районах предстоящих поисков. Узнав о намерениях отряда Арсеньева провести зачистку в том или ином районе, браконьеры спешно уходили в горы, и Арсеньеву неоднократно приходилось их преследовать.
К 23 августа (5 сентября) отряд достиг реки Великая Кема и двинулся вверх по реке, преследуя убегавших в горы китайцев. В среднем течении реки Арсеньев свернул на один из притоков — Такунчи, перевалил через хребет Сихотэ-Алинь, и вышел на реку Арму, район которой был чрезвычайно богат на соболя. О масштабах браконьерского промысла на Сихотэ-Алине ярко свидетельствует то, что за 17 дней, которые Арсеньев вместе со своим отрядом пробыл на реках Арму и Такунчи, ими были сожжены 26 бесхозных зверовых фанз, уничтожено 4824 соболиные ловушки, 6552 снасти для ловли пушного зверя, 489 снастей для ловли кабарги и множество заготовок для новых ловушек. К этому моменту отряд прошел вглубь материка более 160 километров.
В начале сентября Арсеньев вернулся к морю, откуда отправил в Хабаровск два доклада о ходе экспедиции. Получив сведения о масштабном браконьерском промысле корейцев на реке Самарга и у мыса Золотой, Арсеньев отправился туда, затем спустился вниз по побережью к бухте Терней. В октябре он обследовал реку Сахомбе, где было сожжено 14 зверовых фанз, задержано 23 китайца и один кореец, а также реки Тетюхе и Синанца, и затем вышел к заливу Рында, где 1 (14) ноября экспедиция окончила свою работу и отправилась морем во Владивосток. В 20-х числах ноября 1911 года Арсеньев вернулся в Хабаровск.
Итоги экспедиции были подведены Арсеньевым в последнем докладе, который он послал генерал-губернатору по окончании работ 1 (14) ноября. В результате экспедиции, длившейся три с половиной месяца (15 [28] июля—1 [14] ноября 1911 года), было задержано и доставлено во Владивосток для отправки на родину 136 незаконно проживающих браконьеров, сожжено 58 зверовых фанз и огромное количество ловушек на дикого зверя. Хотя экспедиция имела совершенно особые цели, в ходе неё Арсеньев при любой удобной возможности проводил научные исследования, вёл наблюдения и делал сборы. Не упуская любой удобной возможности, Арсеньев делал раскопки, составлял описание сохранившихся городищ, древних дорог, валов, колодцев и рвов. Все археологические памятники древности подробно описывались, наносились на карту и фотографировались. Кроме того, Арсеньевым было обнаружено и раскопано несколько стоянок человека каменного века. Несмотря на то, что значительная часть маршрутов уже была пройдена в 1906—1908 годах, их повторение дало возможность провести повторные наблюдения за природой и населением, дополнить и уточнить исследования предыдущих лет. Флористом экспедиции Н. А. Десулави было собрано более 800 растений, при этом Арсеньев также собирал собственные гербарии. Ботанические исследования Арсеньева и Десулави имеют важнейшее значение, поскольку систематические исследования флоры Уссурийского края никогда не проводились севернее 45° с. ш. (района бухты Терней). Таким образом, Арсеньев и Десулави были первыми исследователями прибрежной флоры от бухты Терней до мыса Золотой.
Совместно с Н. А. Десулави Арсеньеву удалось установить точную биогеографическую границу смены маньчжурской флоры охотской: в районе исследований экспедиции эта граница проходила по реке Сунерх, в 26 километрах севернее мыса Олимпиады. В 1961 году правдивость выводов Десулави и Арсеньева была подтверждена советским биогеографом А. И. Куренцовым, который предложил назвать эту границу «Линией Арсеньева».
Ещё одной заслугой Арсеньева является проведённая им вместе с приставом Заольгинского стана К. И. Михайловым поголовная перепись аборигенного населения, живущего на морском побережье севера Уссурийского края, от бухты Терней до мыса Золотого включительно. Перепись позволила Арсеньеву хорошо изучить условия жизни туземцев, некоторые из которых находились в бедственном положении: не имея собственной земли для хлебопашества, они были вынуждены вернуться к бродячему образу жизни. Арсеньев приложил немало усилий, чтобы добиться наделения землёй оседлых удэгейцев и тазов в районе рек Великая Кема, Тадуши и Пхусунг, и его требования были частично удовлетворены, однако в целом положение туземцев почти не изменилось.
К моменту завершения четвёртой большой экспедиции на Сихотэ-Алинь Арсеньев располагал богатейшим научным материалом об Уссурийском крае, собранным им за 1900—1911 годы. Это позволило ему по возвращении в Хабаровск закончить написание своей первой крупной работы (324 страницы) «Краткий военно-географический и военно-статистический очерк Уссурийского края. 1900—1911 гг.». На момент своего появления очерк являлся первым энциклопедическим сборником сведений об Уссурийском крае в его современных на тот момент границах. Сборник был издан в 1912 году штабом Приамурского военного округа с приложением в виде цветных карт. Параллельно со сборником Арсеньев работал над другой обширной работой — своим первым этнографическим исследованием «Китайцы в Уссурийском крае». Результаты археологических исследований, соотнесённые с местным фольклором, легли в основу статьи «Материалы по изучению древнейшей истории Уссурийского края» (опубликована в 1912 году).

## Экспедиция 1912—1913 годов
Несмотря хороший оклад и возможность попутно с основной работой вести в экспедициях самостоятельные этнографические исследования, Арсеньев был недоволен тем, что приамурский генерал-губернатор Н. Л. Гондатти пытается «пристегнуть» его к административной работе, и очень тяготился ею. По словам самого Арсеньева, высказанным им в письме путешественнику П. К. Козлову: «Административная деятельность мне не по душе. Я с удовольствием променял бы даже губернаторский пост на скромную роль географа-исследователя, хотя бы и в самом малом масштабе». Тем не менее, любую порученную ему работу Арсеньев выполнял со свойственными ему тщательностью и ответственностью. Вопреки желаниям Арсеньева, он был назначен на административную должность. 9 (22) января 1912 года Переселенческое управление откомандировало его к Н. Л. Гондатти в качестве чиновника особых поручений при особе генерал-губернатора, а ещё через две недели Арсеньев получил должность штаб-офицера при Переселенческом управлении. 13 (26) января Арсеньев представил генерал-губернатору разработанный им план ещё четырёх экспедиций для борьбы с хунхузами.
В феврале 1912 года по приказу Гондатти штабс-капитан Арсеньев находился в десятидневной командировке на строящейся станции Бира с целью выяснения состояния каменноугольных копей и условий быта рабочих. При этом даже в сугубо служебной по своим задачам командировке Арсеньев нашел время и для научных исследований: как и обычно, сферами его деятельности были этнография и археология. Вернувшись в Хабаровск 8 (21) марта, Арсеньев выступил в Приамурском отделе ИРГО с докладом о своей командировке. Через несколько дней в газете «Приамурские ведомости» его доклад был опубликован под общим заголовком «Река Бира, угольные копи Бирского каменноугольного товарищества и строящаяся Амурская железная дорога».
После возвращения из командировки Арсеньев спешно занялся подготовкой к очередной экспедиции по выслеживанию хунхузов и браконьеров, которая являлась продолжением работ экспедиции 1911 года. Накануне отъезда, 4 (17) апреля 1912 года, Арсеньеву было присвоено звание капитана, и уже 6 (19) апреля он отправился в новую экспедицию и выехал во Владивосток. Там к нему присоединилось девять городовых, и затем все вместе выехали в село Кремово, к месту сбора участников экспедиции. Интересно, что в Арсеньев, к тому моменту шесть лет живший в Хабаровске, набирал жандармов в секретные экспедиции исключительно из Владивостока. Помимо них, в отряд Арсеньева вошли: переводчик А. А. Шильников, младший брат В. К. Арсеньева Александр Клавдиевич Арсеньев в качестве препаратора, и другие. Приготовления к походу продолжались до 21 апреля (4 мая). За это время Арсеньев успел исследовать окрестности села Кремово и провести несколько археологических разведок.
22 апреля (5 мая) отряд выступил к реке Лефу, и 30 апреля (13 мая) достиг урочища Анучино. Оттуда экспедиция пошла по реке Даубихе, и в начале мая достигла Семёновки (ныне — город Арсеньев), в окрестностях которой отряд находился всю первую половину мая 1912 года. Следующей точкой маршрута была Чугуевка, затем отряд перевалил через Сихотэ-Алинь и достиг поста Святой Ольги. К этому моменту было задержано около 800 браконьеров, которые были отправлены из залива Святой Ольги во Владивосток. Следом Арсеньев выступил к реке Тетюхе, по пути к которой было задержано ещё до 200 браконьеров. Разделившись на две партии, которые возглавили В. К. Арсеньев и А. А. Шильников, участники экспедиции обследовали долины рек Тетюхе и Тадуши соответственно, и затем встретились у залива Святой Ольги, откуда отправили во Владивосток ещё около 250 задержанных браконьеров и хунхузов. После этого отряд вновь разделился, и до конца экспедиции две партии действовали автономно. А. А. Шильников со своей частью отряда обследовал долины рек Пхусун и Сучан, где и завершил свой маршрут в начале 1913 года. В то же время часть отряда под командованием Арсеньева начала зимний переход к станции Иман через Сихотэ-Алинь. На этом участке пути к ним присоединился проводник — удэгеец Сунцай Геонка, будущий участник экспедиции Арсеньева 1927 года.
Перевалив через хребет, 25 декабря 1912 года (7 января 1913 года) путешественники остановились на отдых, украсили рождественскую ёлку и отпраздновали Рождество, устроив при этом лотерею. На следующий день отряд достиг реки Арму, где уничтожил четыре браконьерские фанзы. В них было обнаружено несколько винтовок, порох, патроны и большое количество звериных шкур. В конце января 1913 года отряд Арсеньева добрался по реке Иман до одноимённой станции Уссурийской железной дороги, и 29 января (11 февраля) 1913 года поездом вернулся в Хабаровск.
Итогом почти десятимесячной экспедиции, помимо 204 сожжённых браконьерских фанз и огромного числа задержанных браконьеров и хунхузов, стало археологическое исследование Никольск-Уссурийского, Иманского и Ольгинского уездов Приморской области. В ходе экспедиции Арсеньев вычертил планы всех попадавшихся по пути археологических памятников и доставил в Хабаровский музей около 100 ящиков с древними артефактами. Кроме того, были собраны обширные этнографические и ботанические коллекции, которые Арсеньев отправил для изучения ведущим учёным страны, а также в Русский музей.
Собранные материалы позволили Арсеньеву закончить монографию «Китайцы в Уссурийском крае. Очерк историко-этнографический» (опубликована в 1914 году). Почти сразу после своего появления монография была высоко оценена в научной среде. В 1920-х годах она была переведена на немецкий язык и в 1926 году издана в Берлине под названием «Russen und Chinessen in Ostsibirien» («Русские и китайцы в Восточной Сибири»).

### Комментарии
1. ↑  Согласно статье 197 Устава Торгового, на русских судах дозволялось иметь иностранных матросов до ¼ части экипажа. Законом от 22 января (4 февраля) 1911 года временно, до 1 (14) января 1913 года, на судах, совершающих рейсы между портами Тихого океана и прилегающих к нему морей, разрешалось иметь до половины экипажа иностранных матросов[12].
2. ↑  По личной оценке В. К. Арсеньева, им было задержано и выселено не более 40% от всего китайского и корейского населения побережья[15].